# Losgna quinquicincta
Losgna quinquicincta är en stekelart som beskrevs av Heinrich 1965. Losgna quinquicincta ingår i släktet Losgna och familjen brokparasitsteklar. Inga underarter finns listade i Catalogue of Life.